# VH1 Brasil
VH1 (estilizado como VI+1) foi um canal de televisão por assinatura brasileiro pertencente à Viacom com foco em música e entretenimento. Lançado em 21 de novembro de 2005, foi voltado ao público jovem adulto, exibindo clássicos do pop e pop rock estrangeiro e brasileiro.
O canal passou a ter uma versão HD em simulcast a partir de outubro de 2013. O sinal em definição padrão saiu no ar em 14 de novembro de 2014 da maior parte das operadoras de televisão por assinatura, dando lugar ao Paramount Channel. Na NET e na Claro TV, o VH1 saiu do ar em 12 de dezembro de 2014.
O VH1 passou a retransmitir a VH1 Internacional em simulcast a partir de 7 de outubro de 2020, com todo o conteúdo em língua inglesa. Posteriormente, foi substituído pelo MTV 00s em 1 de agosto de 2021.

## História
Antes do lançamento no Brasil, a Viacom analisou os resultados do VH1 da América Latina, que havia sido lançado há um ano. A expectativa era que o canal brasileiro tivesse uma aceitação que correspondesse ao sucesso do canal nos países vizinhos. O objetivo do canal foi atrair o público vindo da MTV Brasil, canal irmão estabelecido pela Viacom com parceria do Grupo Abril desde 1990.

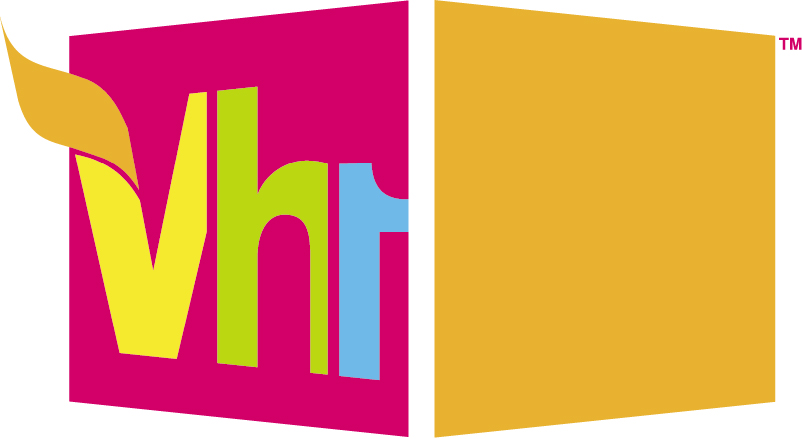
Primeiro logotipo do canal, utilizado até o dia 25 de março de 2013.

O canal foi lançado em 21 de novembro de 2005 às 19h, apenas para assinantes da Sky. Em entrevista para o UOL, o então vice-presidente do canal na América Latina, Vicente Solis, disse que o foco do canal era "tratar a música globalmente, com a exibição de shows e videoclipes de artistas nacionais e internacionais". Disse também que haveriam "programas de lançamentos, de artistas novos, mas a base da programação está nos clipes antigos, de há 30 anos".
Em março de 2006, o VH1 passou a substituir a MTV da América Latina na operadora DirecTV.[carece de fontes?] Em 2007, a VH1 lançou seu canal de banda larga, o VSpot.[carece de fontes?]
Entre 2006 e agosto de 2007, a distribuição dos canais VH1 na América Latina (incluindo o Brasil) passou de 3,3 milhões de assinantes para 14 milhões. O crítico de televisão Ricardo Feltrin afirmou, em sua coluna, que o canal era "sem dúvida, o melhor canal de cultura pop do país". Disse ainda ter visto "programação ótima, clipes muito bons e programas de entrevistas e sobre a cultura pop que simplesmente dão um banho na MTV verde-amarela", em referência à MTV Brasil.
Em 2010, a versão brasileira da MTV foi comprada pelo Grupo Abril, junto com um acordo de licenciamento da marca MTV. Sob nova gestão, os programas tiveram um foco maior para o humor, tornando o VH1 uma opção para o público que buscava ouvir músicas. Nessa época, os maiores concorrentes do VH1 foram o Multishow e o Bis, ambos operado pela Globosat.
No dia 25 de março de 2013, o canal passou pela mesma mudança ocorrida no canal VH1 americano no início de 2013, e não foca apenas no gênero musical, mas também é um canal sobre o estilo de vida. A nova programação da emissora abordava programas como gastronomia, comportamento e moda, ambos voltados para o público de 18 a 24 anos.
Em outubro desse ano, um sinal em HD com multicast passou a ser disponibilizado para as operadoras. Ao contrário do VH1 HD, esse sinal tinha a mesma programação do canal normal.
A geração local de conteúdo cessou quando o canal passou a retransmitir o sinal da VH1 Internacional a partir de 7 de outubro de 2020, com todo o conteúdo em língua inglesa. Meses depois, em agosto de 2021, o canal foi substituído em toda a América Latina pelo MTV 00s.

## Conteúdo

### Comédia
Além dos filmes e reality-shows exibidos pelo canal, também houve na grade da emissora o programa nacional Comedy Central Apresenta em 2011, exibido pela VH1, o programa era uma espécie de "aquecimento" para a estreia do canal Comedy Central no país. A promessa da vinda do canal para o Brasil era de que todos os programa do gênero fossem movidos para o canal, mas o seriado South Park continua sendo transmitido em ambos canais, porém somente até 1 de outubro, onde passou a ser exibida somente na nova MTV, controlada pela Viacom.

### Filmes
O programa Movies That Rock exibe desde 22 de novembro de 2005, filmes que influenciaram a música, principalmente do gênero pop. Na maioria das vezes são exibidos filmes de comédia e romance mais antigos com legenda não dublados. Os acordos mais frequentes são com a Paramount Pictures, Universal Pictures, Metro-Goldwyn-Mayer e com a Columbia Pictures. O primeiro filme a ser exibido pelo bloco foi o filme O Cantor de Jazz (1927).

### Música
Cerca de 30% dos videoclipes nacionais estrearam no canal juntamente com a emissora. Um dos mais antigos programas exibidos pela emissora é o documental Behind the Music. Grande maioria dos blocos musicais são originados da VH1 América Latina.

### Produções nacionais
No lançamento do canal no país, já havia um certo interesse na produção de programas locais, como o Storytellers, mas segundo a empresa administradora do canal, ela estava testando o mercado, até que ocorreu o lançamento de primeira produção local em outubro de 2010, o VH1 Apresenta com execução de Arnaldo Antunes, VH1 Apresenta: Arnaldo Antunes ao Vivo Lá em Casa com coprodução da Conspiração. Em parceria com a gravadora Rosa Celeste foi lançado o CD ao vivo, Ao Vivo lá em Casa. A produção foi sucedida por cantores nacionais de grande influência no Estúdio VH1 com interpretação de Skank e Nando Reis e Gilberto Gil com o VH1 Apresenta: Gilberto Gil - Fé na Festa. O tema principal do Apresenta são shows com plateia, ao inverso do Estúdio, que são atuações em estúdios mais intimistas. Atualmente estas produções não somente são transmitidas pela VH1, como no canal em alta definição do mesmo.
Com iniciativa da VH1, foi lançado o Top 20 VH1 com apresentação da cantora Luciana Mello em julho de 2008, o programa semanal apresenta ao telespectador vinte videoclipes escolhidos por temas diferentes e específicos. A atração ficou sem ser exibida na emissora até agosto de 2011, quando ocorreu a contratação da atriz Maria Eduarda para ser âncora do programa. Ainda em 2011, a emissora estreou o programa Entre Sem Bater, programa de entrevistas com músicos brasileiros.
Com o incentivo do Ministério da Cultura e com coprodução da VH1 e da Migdal Filmes, em maio de 2012 ocorreu a estreia do Musica.doc, programa que exibe a cada episódio o trabalho de cantores já conhecidos ou não, na cena musical. Entrevistas, gravações e shows fazem parte da divulgação do programa.
Com a nova regulamentação da Agência Nacional de Telecomunicações (Anatel) impõe que emissoras invistam em programas nacionais, a VH1 com a nova reformulação do canal, pretende investir em cerca de 50 horas de conteúdo nacional. Nesta nova fase ocorreram a estreia do primeiro programa de culinária do canal, I Could Kill for Dessert e Kaos Brasilis, ambos, terão sinal pan-regional, sendo exibidos para toda a América Latina.

## Canais irmãos

### VH1 HD
O VH1 HD foi lançado no Brasil em 1 de dezembro de 2009, com uma programação diferente em relação ao VH1 em definição padrão. Foi o canal pioneiro na exibição de clipes e apresentações em alta definição no país.
O canal recebia algumas novas produções antes mesmo do VH1 normal, que só viria a exibi-las mais tarde. Em outubro de 2013, coincidindo com o lançamento da "nova MTV", ele começou a ser substituído pelo sinal HD em simulcast do VH1 normal nas operadoras NET e SKY. A partir de fevereiro de 2014, a mudança é feita também na Claro TV, na OiTV e em outras operadoras.

### VH1 MegaHits
O canal foi lançado como MTV Hits pela Viacom em 2005 e foi relançado como "VH1 Megahits" por conta de um acordo de licenciamento da marca MTV para o Grupo Abril. Entre 2012 e 2015, o VH1 MegaHits foi removido e adicionado novamente por várias operadoras. Saiu do ar em julho de 2020, quando foi substituído pelo canal MTV Live HD na maior parte das operadoras.

### VH1 Soul
O VH1 Soul foi lançado no Brasil em 2007[carece de fontes?] e deixou de ser exibido em 20 de dezembro de 2011, com a Viacom alegando problemas técnicos.

### VH1 Classic
O VH1 Classic foi lançado no Brasil em 2009 com clipes e shows dos anos 80. Saiu do ar em dezembro de 2011.

## Programação

### Blocos musicais
- Antes e Depois
- Clipes para Levantar
- I Hearth
- Kaos Brasilis
- La Creme
- Moods
- Neo Música Nova
- Old is Cool (anteriormente VH1 Clássico)
- Os 60 Melhores Clipes
- Top 20 VH1
- VH1 Solar
- Videografia
- Zzz...

### Programas originais do VH1
- A Escola de Rock de Gene Simmons
- A Glamorosa Vida de...
- Academia das Celebridades
- Audrina
- A Vida Surrealista
- Behind the Music
- Brooke Sabe Tudo
- Celebridades Paranormais
- Entre Sem Bater
- Escola de Charme: Rock of Love
- Esposas da Máfia
- Flavor of Love: Sabores do Amor
- I Love Money: Tudo por Dinheiro
- I Love New York
- I Could Kill for Dessert
- Meu Querido Brady
- Música.doc
- New York Goes Hollywood
- Old Skool with Terry & Gita
- Os Modelos Mais Inteligentíssimos da América
- Papai Hogan Sabe Tudo
- Pop Up Video
- Rock of Love Bus
- Rock of Love with Bret Michaels
- Sex Rehab with Dr. Drew
- That Metal Show
- VH1 Driven

### Especiais originais do VH1
- VH1 Divas 2009
- VH1 Rock Docs
- VH1 Storytellers

### Programas da Viacom Media Networks
- Bully Beatdown (MTV)
- Jackass (MTV)
- Jennie Garth: De Casa Nova (CMT)
- Meninas Malvadas (MTV América Latina)
- Next - Série de TV (MTV)
- Pimp My Ride (MTV)
- Popland! (MTV América Latina)
- Comedy Central Roast (Comedy Central)
- RuPaul's Drag Race (Logo TV)
- Só Quero Minhas Calças (MTV)
- She's Got the Look (TV Land)
- Unplugged (MTV)

### Outros programas
- LX.TV 1st Look
- LX.TV On The Rocks
- Man Caves
- The Graham Norton Show
- The Real L Word
- Usavich

### Séries e desenhos
- Beavis and Butt-Head
- O Show do Sr. Inferno
- Ren e Stimpy "Só para Adultos"
- Segredos de uma Garota de Programa
- Skins: Juventude à Flor da Pele
- South Park
- The O.C.[26]
- Ugly Americans

### Filmes
- Movies That Rock